# Мармуровий план Рима

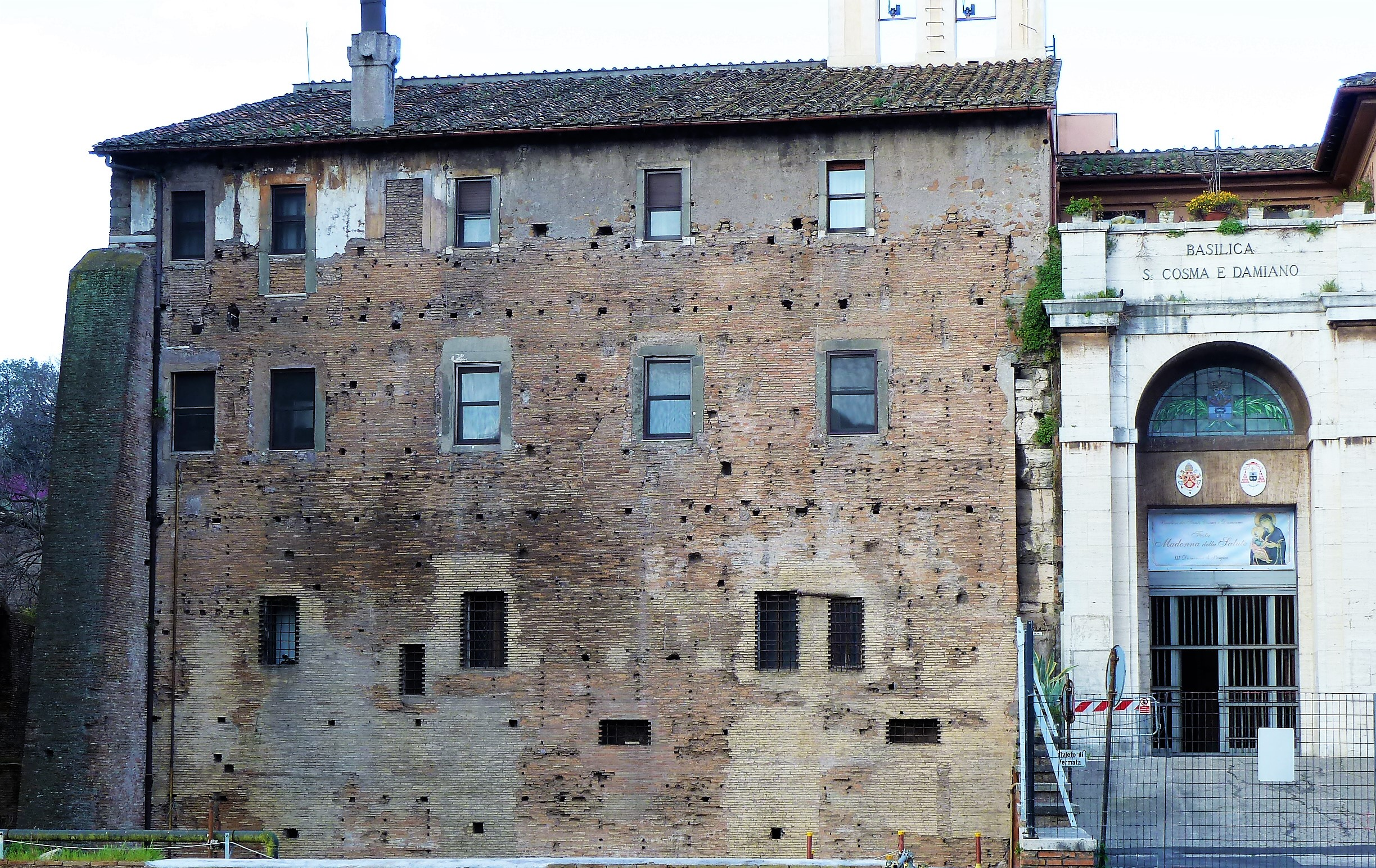
Цегляна стіна, на якій був встановлений мармуровий план Рима.

Мармуровий план Рима (лат. Forma Urbis Romae або Forma Urbis marmorea) — античний монументальний план міста Рима, створений в епоху Септимія Севера в 203—211 роках.
На плані шириною 18 м і заввишки 13 м, 150 мармурових плит якого розташовувалися на внутрішній стіні храму Світу, в масштабі 1:240 було вказано розташування, контури і назви храмів, громадських і житлових будівель, терм у центральній частині міста. В середні віки мармурові плити плану було зруйновано і частково використано як будівельний матеріал і для приготування вапна.

## Знахідка і припущення
У 1562 році з'явилися перші відомості про знахідки поблизу базиліки Косьми і Даміана окремих фрагментів, які були збережені кардиналом Алессандро Фарнезе.

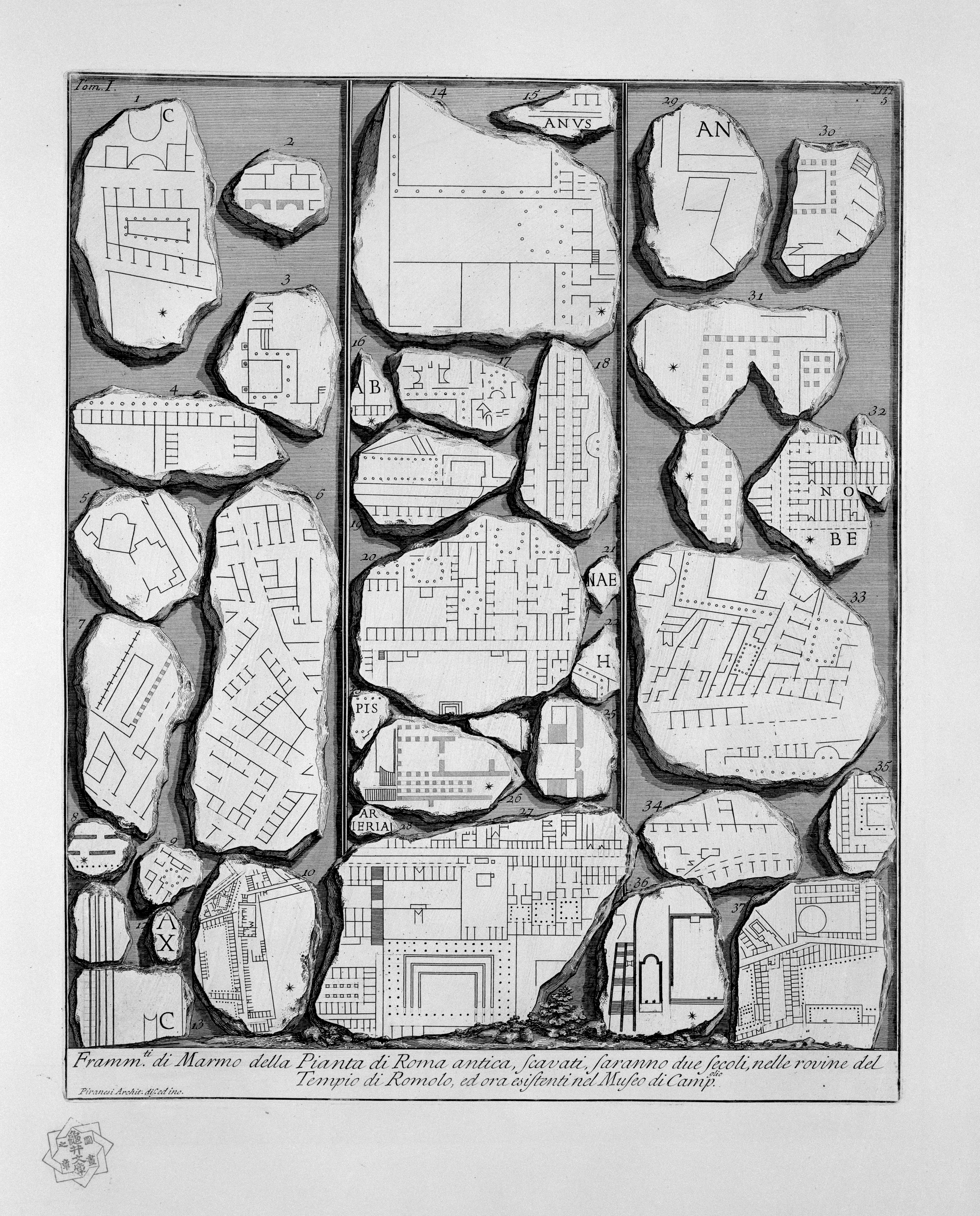
Фрагменти мармурового плану Рима. Малюнок 1756 року.

За часів правління імператора Септимія Севера у храмі Світу містилася канцелярія префекта Рима. Це стало приводом для припущення, що план служив монументальним земельним кадастром. Проте, деякі аргументи свідчать проти цього припущення: занадто великий розмір плану незручний для практичного використання, трудності оновлення вже нанесених малюнків, порівняно мале число підписів, відсутність пояснюючих числових даних. На відміну від відомих римських кадастрових креслень стіни на плані позначені однією лінією, а не виділено двома.
Можливо, план було скопійовано з оригінальних креслень з метою прикраси значимого для римлян приміщення у храмі Світу, де зберігалися папірусні сувої з кадастрами.
Дослідники відмічали, що на плані зображені виключно будови і монументи: відсутні, як умовні елементи (межі районів, померій), так і природні об'єкти (наприклад, Тибр вгадується тільки через відсутність будівель). При цьому, на плані деталізовані не лише відомі архітектурні пам'ятники, культові споруди і особняки, але і майстерні, склади і квартали бідноти, що робить його цінним джерелом з топографії древнього Рима.
У 1741—1742 роках приватні збори фрагментів були передані в Капітолійський музей. Перші публікації зображень частин плану відносяться до 1756 і 1764 років.
Використання фрагментів для ідентифікації археологічних об'єктів древнього Рима започаткував архітектор Луїджі Каніна в 1825—1850 роках.

## Дослідження

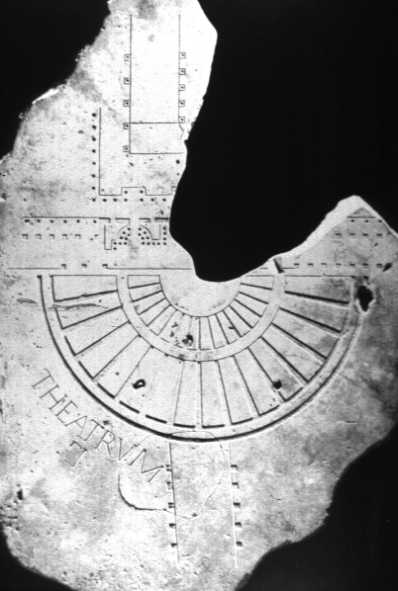
Театр Помпея на мармуровому плані.

У 1960 році підсумки вивчення мармурового плану італійськими ученими були опубліковані у фундаментальному 2-томному виданні «La Pianta Marmorea di Roma antica. Forma urbis Romae». Перший том присвячений історії знахідок, формуванню переліків ідентифікованих і не ідентифікованих фрагментів, розшифровці написів і проекту реконструкції плану в цілому. У другому томі відтворено репродукції рисунків часів Відродження і фотографії знайдених до того часу 712 уламків, розкладених по трьох групах:
 — фрагменти схем об'єктів з відомими адресами;
 — фрагменти схем об'єктів з невідомими адресами
 — фрагменти, які не співвідносяться зі схемами конкретних об'єктів і адресами.
Вивченню істориками і археологами доступні знайдені 1186 мармурових осколків і 87 фрагментів плану, що зберігаються у Палаці консерваторів (Капітолійські музеї), і відомі по замальовках. В цілому вони складають 10-15 % від античного плану міста
Каталогізації фрагментів плану з використанням сучасних комп'ютерних методів присвячений проект Стенфордського університету. Створена у рамках проекту база даних — цифрових кольорових фотографій і 3D-моделей усіх фрагментів, що збереглися, — відкрита для дослідників у всьому світі через Інтернет або CD.